# Совет господ

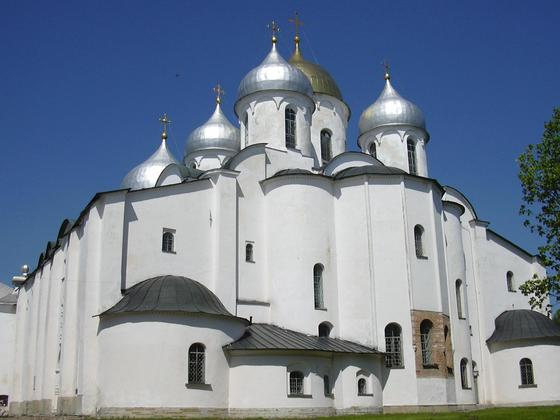
Собор Святой Софии, премудрости Божией, в Новгороде — символ республики

Совет господ либо Господа — в Новгородской республике совещательный орган управления, состоявший из представителей бояр и высшего духовенства и бывший своего рода верхней палатой при вече, схожей с древнеримским Сенатом.

## Название
Термин «совет господ» был введён в историографию В. О. Ключевским. Оригинальное название совещательного органа в Новгороде XV века остаётся неизвестным, в ганзейских источниках сохранилось его немецкое название: de heren — «господа» или de heren van Naugarden — «господа Великого Новгорода».
В научных кругах бытует версия, что в Новгороде XIV—XV в. коллегиальный орган узкого состава, как и во Пскове, назывался «господой».

## Состав совета
В состав совета входили:
- архиепископ (владыка) — один из руководителей государства и хранитель государственной казны, контролировал эталоны мер и весов, избирался вечем[6][7].
- посадник — исполнительный орган веча, постепенно его полномочия расширялись, но с XIII века избирался Советом Господ.
- тысяцкий
- кончанские старосты
- сотские старосты
- старые посадники и тысяцкие.

Регулирование взаимоотношений Совета господ, посадника и веча с князем устанавливались особыми договорными грамотами.

## История
K XV веку решения веча обычно заранее готовились Советом господ, и управляемость демократии привела к снижению её поддержки народом. С XV века формальным главой Совета господ, не только республики, становится новгородский архиепископ. В его руках находилась городская казна, он ведал внешней политикой государства, приобрёл право суда, а также следил за торговыми мерами веса, объёма и длины. Но реальная власть могла принадлежать даже Марфе Борецкой.

## История изучения
Впервые вопрос о существовании в Новгороде «совета господ» был поставлен историком, специалистом по Новгороду, А. И. Никитским в 1869 году. Исследовав имевшиеся в его распоряжении источники, которые доходили до начала XV века, Никитский отнёс первое упоминание о новгородском совете в письменном источнике (на немецком языке) к 1292 году. По мнению автора, совет (heren — члены «совета») состоял из новгородского владыки, посадника, тысяцкого, княжеского наместника и пяти кончанских старост. В. О. Ключевский считал новгородский «совет господ» важнейшим органом власти республики. Выводы учёных основывались на ганзейских источниках, так как в русскоязычных источниках совет Господ прямо не упоминается. Это дало повод Юрию Гранбергу высказать сомнения в его существовании.